# Kobalt(II)fluoride
Kobalt(II)fluoride (CoF2) is een fluoride van kobalt. Het is een roze tot paars kristallijne stof en niet oplosbaar in water.